# یواس‌اس کاندر (ای‌ام‌سی-۱۴)
یواس‌اس کاندر (ای‌ام‌سی-۱۴) (به انگلیسی: USS Condor (AMc-14)) یک کشتی بود. این کشتی در سال ۱۹۳۷ ساخته شد.